# نادين برورسين
نادين برورسين (من مواليد 29 أبريل 1990) هي لاعبة ألعاب قوى هولندية، متخصصة في حدث السباعي وحدث القفز العالي، حصلت على الميدالية الذهبية العالمية في الخماسي داخل الصالات 2014. تتنافس برويرسن مع نادي أي في سبرينت لألعاب القوى في بريدا.

## مسيرتها المهنية المبكرة
برورسن عضو في الفريق الوطني الهولندي للأحداث المشتركة وتتدرب في مركز التدريب الأوليمبي في بابندال في هولندا منذ عام 2009. ولأنها كانت بارعة في ثلاثة سباقات أساسية - 100 متر حواجز والوثب العالي ورمي الرمح- نُصحت بالتخصص في السباعي, على الرغم من خوفها على 800 متر.
بعد تحقيق نتائج جيدة في بطولة أوروبا لألعاب القوى للناشئين 2009، وبطولة أوروبا لألعاب القوى تحت 23 سنة 2011، والمركز الثامن في لقاء هايبو المرموق في جوتزيس (النمسا) في عام 2012، تم اختيار برويرسن للمنافسة في دورة الألعاب الأولمبية الصيفية 2012 في لندن في سباعي السيدات، حيث احتلت المركز الثالث عشر بأفضل نتيجة شخصية بلغت 6319 نقطة.
في بطولة أوروبا لألعاب القوى داخل الصالات 2013 في جوتنبرج (السويد) كانت في طريقها للحصول على ميدالية في الخماسي، ولكن تم استبعادها بسبب انتهاك المسار في الحدث النهائي، وهو سباق 800 متر. ومع ذلك، فقد احتلت المركز الثاني في لقاء هايبو خلف بريان ثيسن من كندا. في بطولة العالم لألعاب القوى 2013 في موسكو (روسيا) شاركت في بطولة العالم لألعاب القوى 2013 - السباعي للسيدات، لكنها لم تبدأ بشكل جيد، حيث سقطت في آخر عقبة في سباق 100 متر حواجز. لكن في التخصصات اللاحقة، واصلت بقوة كبيرة وأنهت السباق في المركز العاشر، بينما احتلت زميلتها في الفريق دافني شيبرز المركز الثالث. لو لم تسقط في الحواجز، لربما كانت قد وصلت إلى منصة التتويج.

## بطل العالم داخل الصالات 2014

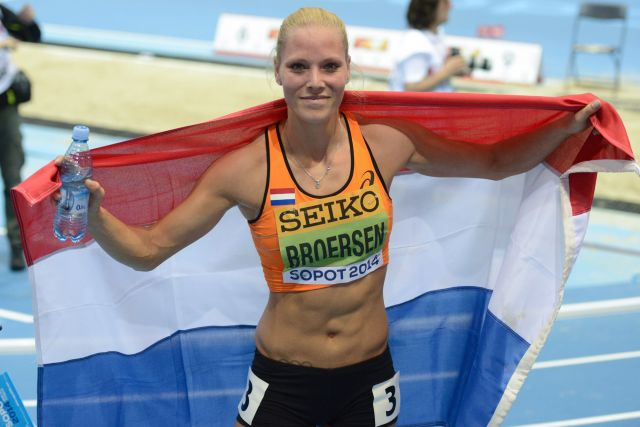
نادين برورسن تفوز ببطولة العالم لألعاب القوى داخل الصالات لعام 2014 في سوبوت

في 7 مارس 2014، فازت برويرسن بالميدالية الذهبية في بطولة العالم لألعاب القوى داخل الصالات 2014 في سوبوت (بولندا) في مسابقة الخماسي داخل الصالات، محسّنة الرقم القياسي الوطني المسجل باسم كارين روكستول برصيد 4830 نقطة. وفي طريقها إلى هذه النتيجة، حسّنت أيضًا الرقم القياسي الوطني داخل الصالات في القفز العالي، بارتفاع 1.93 متر. في ذلك العام، احتلت المركز الرابع في سباق جوتزيس، مسجلة 6536 نقطة، وهو ما كان ليُعتبر رقمًا قياسيًا هولنديًا، لو لم تتفوق شيبرز بفارق تسع نقاط.
حققت أفضل رقم شخصي لها عند 6539 نقطة، وفازت بالسباق السباعي في تورون (بولندا) في يوليو 2014، بفارق ست نقاط فقط عن الرقم القياسي الوطني الذي سجلته شيبرز في مارس في وقت سابق من ذلك العام في جوتزيس. وفي وقت لاحق من ذلك العام فازت بالميدالية الفضية في بطولة أوروبا لألعاب القوى 2014 في زيورخ (سويسرا) في سباعي السيدات خلف الفرنسية أنطوانيت نانا دجيمو، حطمت الرقم القياسي الوطني في الوثب العالي في الهواء الطلق بارتفاع 1.94 متر. في ذلك العام، فازت ببطولة تحدي الاتحاد الدولي لألعاب القوى للأحداث المشتركة لعام 2014.
وفي العام التالي، بدأت كواحدة من المرشحات في بطولة أوروبا لألعاب القوى داخل القاعات 2015، لكنها اضطرت إلى الانسحاب بسبب إصابة في الكاحل تعرضت لها في البطولة الوطنية الهولندية داخل القاعات. ومع ذلك، فقد احتلت المركز الثالث في سباق جوتزيس في الهواء الطلق. والرابعة في بطولة العالم لألعاب القوى سباعي السيدات 2015 في بكين (الصين). قبل السباق الأخير لمسافة 800 متر، كانت تحتل المركز الثاني في الترتيب العام بعد أداء جيد في رمي الرمح.
في عام 2016، كان كل شيء يركز على دورة الألعاب الأولمبية الصيفية 2016 في ريو دي جانيرو (البرازيل). في بطولة أوروبا لألعاب القوى 2016 في أمستردام في بلدها الأم، تقدمت برورسن من المركز التاسع في اليوم الأول إلى المركز الرابع بعد فوزها في الوثب الطويل وحصولها على المركز الثالث في الرمح، لكنها لم تتمكن من خوض سباق 800 متر النهائي بسبب المرض. فازت زميلتها في الفريق أنوك فيتر بمسابقة السباعي محققة رقمًا قياسيًا وطنيًا جديدًا بلغ 6626 نقطة. في الألعاب الأولمبية الصيفية 2016، احتلت المركز الثالث عشر المخيب للآمال. ومع ذلك، عوضت موسم 2016 بفوزها بسباق السباعي في ديكاستار في تالانس (فرنسا).

## الإصابات والعودة
بدأت موسم 2017 بحصولها على المركز الخامس في بطولة أوروبا لألعاب القوى داخل الصالات 2017 في حدث الخماسي، لكنها اضطرت للانسحاب من لقاء هيبو في غوتزيس، مما أدى إلى إنقاذ كاحلها. في بطولة العالم للسباعي في لندن اضطرت إلى الانسحاب من الحدث بسبب إصابة في أوتار الركبة، تعرضت لها أثناء مسابقة الوثب الطويل. في ذلك العام، فشلت في تسجيل قفزة قانونية في الوثب الطويل، ثم انسحبت؛ السباعي غير المكتمل الثالث للموسم.
في عام 2018، بالكاد تمكنت من المنافسة بعد أن مزقت الرباط الصليبي الخلفي من ركبتها في نوفمبر 2017 وتبع ذلك فترة تأهيل طويلة. كان موسم 2019 هو عام العودة، على الرغم من إصابة في أوتار الركبة في بطولة الخماسي الوطني داخل الصالات في فبراير. في سباق هيبو-ميتنغ 2019 في غوتزيس احتلت المركز السابع، وبعد شهر احتلت المركز الثالث في سباق مهركامف-ميتنغ راتينغن. في بطولة العالم لألعاب القوى 2019 – السباعي للسيدات، التي أقيمت في الدوحة، احتلت المركز السادس.

## سجل المنافسة
| العام | المسابقة                               | المكان                   | المركز            | حدث            | ملاحظة                    |
| ----- | -------------------------------------- | ------------------------ | ----------------- | -------------- | ------------------------- |
| 2009  | بطولة أوروبا للناشئين                  | نوفي ساد، صربيا          | المركز الخامس     | السباعي        | 5456 نقطة                 |
| 2011  | بطولة أوروبا لألعاب القوى تحت 23 عامًا  | أوسترافا، جمهورية التشيك | المركز التاسع     | السباعي        | 5740 نقطة                 |
| 2012  | لقاء هايبو                             | غوتزيس، النمسا           | المركز الثامن     | سباعي          | 6298 نقطة                 |
| 2012  | الألعاب الأولمبية                      | لندن، المملكة المتحدة    | المركز الثالث عشر | السباعي        | 6319 نقطة                 |
| 2013  | بطولة أوروبا لألعاب القوى داخل الصالات | غوتنبرغ، السويد          | المركز الثاني عشر | الخماسي        | 3707 نقاط                 |
| 2013  | لقاء هايبو                             | غوتزيس، النمسا           | المركز الثاني     | السباعي        | 6345 نقطة                 |
| 2013  | بطولة العالم                           | موسكو، روسيا             | المركز العاشر     | السباعي        | 6224 نقطة                 |
| 2014  | بطولة العالم لألعاب القوى داخل الصالات | سوبوت، بولندا            | المركز الأول      | الخماسي الحديث | 4830 نقطة                 |
| 2014  | لقاء هايبو                             | غوتزيس، النمسا           | المركز الرابع     | الخماسي الحديث | 6536 نقطة                 |
| 2014  | بطولات كأس أوروبا المشتركة دوري السوبر | تورون، بولندا            | المركز الأول      | السباعي        | 6539 نقطة (أفضل رقم شخصي) |
| 2014  | بطولة أوروبا                           | زيورخ، سويسرا            | المركز الثاني     | سباعي          | 6498 نقطة                 |
| 2015  | بطولة أوروبا لألعاب القوى داخل الصالات | براغ، جمهورية التشيك     | –                 | الخماسي        | انسحاب من النهائي         |
| 2015  | لقاء هايبو                             | غوتزيس، النمسا           | المركز الثالث     | السباعي        | 6531 نقطة                 |
| 2015  | بطولة العالم                           | بكين، الصين              | المركز الرابع     | السباعي        | 6491 نقطة                 |
| 2016  | بطولة أوروبا                           | أمستردام، هولندا         | −                 | السباعي        | انسحاب من النهائيات       |
| 2016  | الألعاب الأولمبية                      | ريو دي جانيرو، البرازيل  | المركز الثالث عشر | السباعي        | 6300 نقطة                 |
| 2016  | ديكاستار                               | تالنس، فرنسا             | المركز الأول      | سباعي          | 6377 نقطة                 |
| 2017  | بطولة أوروبا لألعاب القوى داخل الصالات | بلغراد، صربيا            | المركز الخامس     | الخماسي        | 4582 نقطة                 |
| 2017  | بطولة العالم                           | لندن، المملكة المتحدة    | –                 | السباعي        | انسحاب                    |
| 2019  | لقاء هايبو                             | غوتزيس، النمسا           | المركز السابع     | السباعي        | 6297 نقطة                 |
| 2019  | منافسات السباعي                        | راتينغن، ألمانيا         | المركز الثالث     | السباعي        | 6232 نقطة                 |
| 2019  | بطولات العالم                          | الدوحة، قطر              | المركز السادس     | السباعي        | 6392 نقطة                 |
| 2021  | بطولة أوروبا لألعاب القوى داخل الصالات | تورون، بولندا            | المركز العاشر     | الخماسي        | 3556 نقطة                 |
| 2021  | الألعاب الأولمبية                      | طوكيو، اليابان           | –                 | السباعي        | انسحب                     |

## أفضل الأرقام الشخصية
منافسات خارجي
| الحدث         | النتيجة            | الرياح (م/ث) | المكان         | التاريخ       |
| ------------- | ------------------ | ------------ | -------------- | ------------- |
| 100 متر حواجز | 13.39 ثانية        | 0,0          | غوتزيس، النمسا | 31 مايو 2014  |
| الوثب العالي  | 1.94 متر           | —            | زيورخ، سويسرا  | 14 أغسطس 2014 |
| دفع الجلة     | 15.14 متر          | —            | ليدن، هولندا   | 17 يونيو 2017 |
| 200 متر       | 24.57 ثانية        | +1.9         | غوتزيس، النمسا | 31 مايو 2014  |
| الوثب الطويل  | 6.39 متر           | 0.0          | بريدا، هولندا  | 28 يونيو 2014 |
| رمي الرمح     | 54.97 متر          | —            | غوتزيس، النمسا | 27 مايو 2012  |
| 800 متر       | 2:11.11 متر: ثانية | —            | غوتزيس، النمسا | 01 يونيو 2014 |
| السباعي       | 6539 نقطة          | —            | تورون، بولندا  | 07 يوليو 2014 |

منافسات داخلية
| الحدث        | النتيجة              | المكان                  | التاريخ       |
| ------------ | -------------------- | ----------------------- | ------------- |
| 60 متر حواجز | 8.31 ثانية           | براغ، جمهورية التشيك    | 06 مارس 2015  |
| الوثب العالي | 1.93 متر             | سوبوت، بولندا           | 07 مارس 2014  |
| دفع الجلة    | 14.93 متر            | شيفيلد، المملكة المتحدة | 26 يناير 2014 |
| الوثب الطويل | 6.24 متر             | أبلدورن، هولندا         | 25 يناير 2015 |
| 800 متر      | 2:14.97 متر: ثانية   | سوبوت، بولندا           | 07 مارس 2014  |
| الخماسي      | 4830 نقطة (غير مصنف) | سوبوت، بولندا           | 07 مارس 2014  |